# Rete tranviaria di Varsavia
La rete tranviaria di Varsavia è formata da 25 linee. La rete ha una lunghezza di circa 132 km. Sulla rete circolano 729 tram. La rete è stata inaugurata il 11 dicembre 1866 e tuttora è attiva.
Dal 2022 è iniziata l'espansione della rete con una nuova linea da 8 km che collegherà la frazione di Wilanów con quella di Śródmieście.